# Prats
Prats è un villaggio di Andorra, nella parte meridionale della parrocchia di Canillo, a sud di Canillo con 46 abitanti (dato 2010).